# G8-Gipfel am Lough Erne 2013

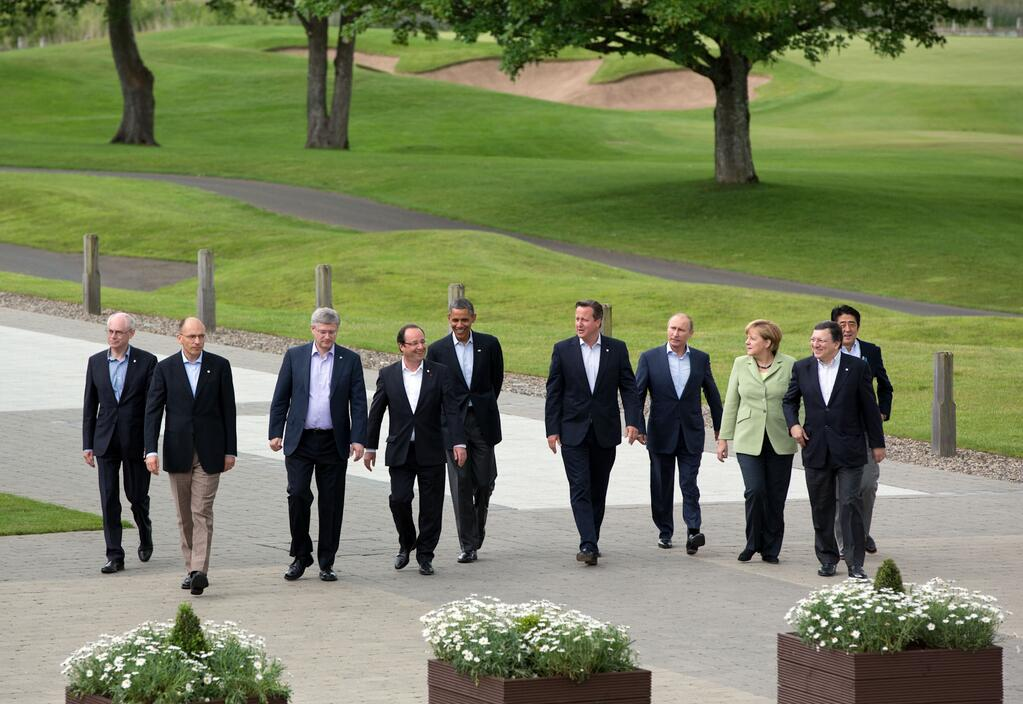
Teilnehmer des G8-Gipfels (von links): Herman Van Rompuy, Enrico Letta, Stephen Harper, François Hollande, Barack Obama, David Cameron, Wladimir Putin, Angela Merkel, José Manuel Barroso, Shinzō Abe

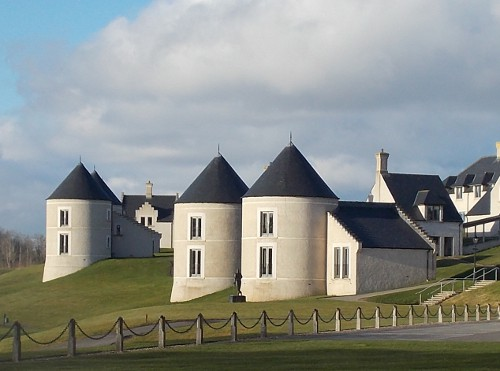
Lough Erne Resort (2013)

Der 39. G8-Gipfel fand am 17. und 18. Juni 2013 im Lough Erne Resort statt, einem Fünf-Sterne-Golfhotel am Ufer des Lough Erne (irisch: Loch Éirne) im County Fermanagh, Nordirland. Es war das sechste G8-Gipfeltreffen im Vereinigten Königreich nach London (1977, 1984, 1991), Birmingham (1998) und Gleneagles (2005).

## Themen

### Syrien
Bei den Kontroversen zum syrischen Bürgerkrieg erreichten die G8-Staaten keine Einigung. In einem Vier-Augen-Gespräch konnten sich US-Präsident Barack Obama und der russische Präsident Wladimir Putin lediglich darüber verständigen, dass die Gewalt in Syrien beendet und dessen chemische Waffen gesichert werden sollten. Russland sprach sich gegen die von den USA befürwortete militärische Unterstützung für die Gegner des syrischen Präsidenten Baschar al-Assad aus. Auch die deutsche Bundeskanzlerin Angela Merkel hatte vor dem Gipfel eine politische Lösung des Syrienkrieges gefordert und eine Beteiligung an möglichen Waffenlieferungen für syrische Rebellen ausgeschlossen. Eine vorher vom britischen Premierminister David Cameron geäußerte Befürchtung zum Scheitern einer gemeinsamen Gipfelerklärung bestätigte sich nicht.
Auf dem Gipfel kündigten Deutschland und die Vereinigten Staaten an, die Hilfszahlungen für syrische Flüchtlinge zu erhöhen. Deutschland wollte dafür 200 Millionen Euro bereitstellen, die Vereinigten Staaten 225 Millionen Euro.

### Steuern
Im Kampf gegen die Steuerflucht und Steuerbetrug verständigten sich die G8-Staaten auf einen automatischen Informationsaustausch zwischen den Steuerbehörden ihrer Länder. Weiterhin wurde vereinbart, Steuerschlupflöcher zu schließen, damit sich globale Unternehmen künftig ihrer Steuerpflicht nicht mehr durch eine Kapitalverschiebung in Steueroasen entziehen können. Der G8-Beschluss kündigte zugleich an, gemeinsam mit der OECD ein internationales System zur Ermittlung und Ahndung von Steuervergehen zu entwickeln. Vor dem Gipfel hatte die Veröffentlichung der Offshore-Leaks durch das Internationale Konsortium für Investigativen Journalismus (ICIJ) zu neuen Diskussionen über Steueroasen geführt. Der britische Premierminister Cameron sprach sich dabei für die Durchsetzung eines internationalen Registers über die Eigentümer von Briefkastengesellschaften und die Herausgabe von Finanzdaten durch die Steueroasen aus.

### Verhandlungen zu TTIP

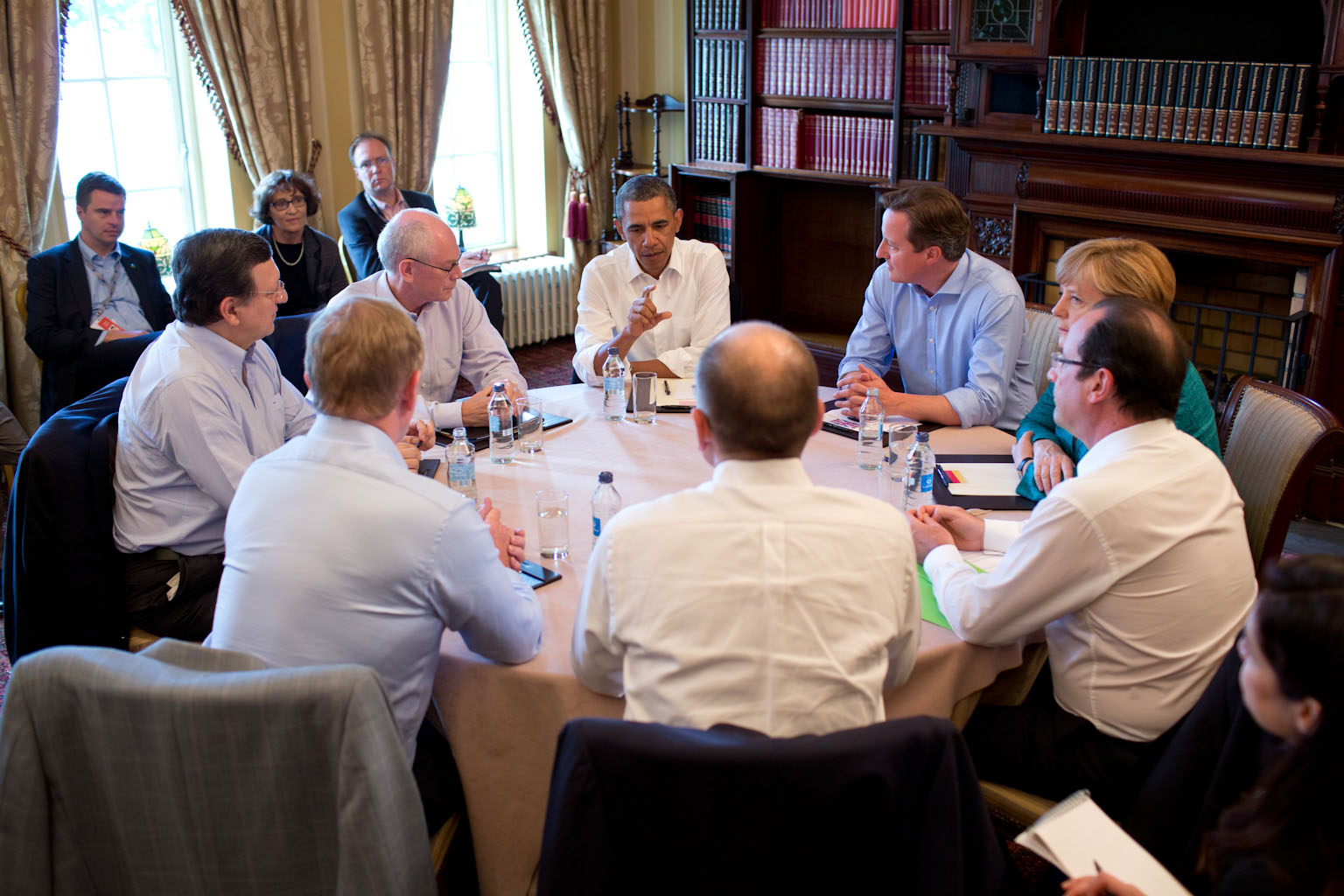
G8-Verhandlungen zum Freihandelsabkommen TTIP

Schon zu Beginn des Gipfeltreffens gab EU-Kommissionspräsident Barroso bekannt, dass die Europäische Union und die Vereinigten Staaten Verhandlungen über den Abschluss eines Transatlantischen Freihandelsabkommens (Transatlantic Trade and Investment Partnership, TTIP) aufnehmen werden. US-Präsident Obama kündigte den Verhandlungsbeginn für Juli 2013 in Washington an. Obama versprach im Zusammenhang mit TTIP „neue Arbeitsplätze und neues Wachstum auf beiden Seiten des Atlantiks“ und der britische Premier Cameron nannte das Abkommen eine einmalige Chance dieser Generation. Bundeskanzlerin Merkel gab das Ziel aus, die Verhandlungen in wenigen Jahren zum Abschluss zu bringen. Herman Van Rompuy, der Präsident des Europäischen Rates, warnte wegen offener Fragen im Agrarbereich, vor allem im Zusammenhang mit gentechnisch veränderten Lebens- und Futtermitteln, vor schwierigen Verhandlungen. „Es gibt keine Zauberlösungen“, erklärte er. Auch Kommissionspräsident Barroso dämpfte Erwartungen auf einen schnellen Vertragsabschluss. „Ich kann nicht genau sagen, wie lange die Verhandlungen dauern werden“, räumte Barroso auf dem Gipfel ein.

### Terrorbekämpfung
Ein weiteres Thema des Gipfels war die Bekämpfung des Terrorismus in Nordafrika. Die G8-Staaten kündigten an, bei künftigen Entführungen keine Lösegelder mehr zahlen zu wollen, weil diese Mittel von den Terrorgruppen zum Kauf von Waffen und der Durchführung von Anschlägen verwendet würden. Zugleich wurden internationale Unternehmen aufgefordert, bei der Entführung von Mitarbeitern keine Zahlungen mehr an die Entführer zu leisten.

## Trivia
- In der Nähe von Lough Erne verübten nordirische Terroristen vor 25 Jahren eines der schwersten Attentate im Nordirlandkonflikt. Dabei starben elf Menschen, mehr als 60 wurden verletzt.[15]
- Im Februar 2013 äußerten Experten des britischen Geheimdienstes MI5, dass sie Hinweise auf einen terroristischen Anschlag der IRA auf den G8-Gipfel hätten.[16] Am 23. März 2013 explodierte 26 Kilometer entfernt eine Autobombe. „Oglaigh Na hEireannn“, eine Splittergruppe der IRA, veröffentlichte ein Statement, dem zufolge die Bombe für den G8-Gipfel gedacht war.[17]
- Die leerstehenden Läden von Fivemiletown wurden im Vorfeld des Gipfels mit Fototapete ausgestattet, um eine belebte Stadt vorzutäuschen.[18]